# Santo Tomás (Estado de México)
Santo Tomás é um município do estado de México, no México.